# Resolution 149 des UN-Sicherheitsrates
Die Resolution 149 des UN-Sicherheitsrates ist eine Resolution, die der Sicherheitsrat der Vereinten Nationen in der 891. Sitzung am 23. August 1960 einstimmig beschloss. Sie beschäftigte sich mit der Aufnahme von Obervolta (heute Burkina Faso) als neues Mitglied in die Vereinten Nationen.

## Hintergrund
Während des Algerischen Unabhängigkeitskrieges kam in Frankreich wieder Charles de Gaulle an die Macht, wo 1958 die Fünfte Republik entstand. In Referenden konnten die Kolonien über ihre Unabhängigkeit abstimmen. Daniel Ouezzin Coulibaly von der obervoltaischen RDA befürwortete ein Verbleiben innerhalb der Communauté française, da er die Kolonie noch nicht reif für eine vollständige Selbstverwaltung sah. Auch Maurice Yaméogo sprach den Afrikanern die Befähigung zur Unabhängigkeit zu diesem Zeitpunkt ab, so sagte er, in Obervolta wisse man „noch nicht einmal eine Schachtel Streichhölzer zu produzieren“. Die obervoltaische Rassemblement Démocratique Africain (RDA) stand damit im Gegensatz zum gesamt-westafrikanischen Kongress, der in Cotonou stattgefunden hatte. Gérard Kango Ouédraogo  bezeichnete die Unabhängigkeitsbefürworter als „Anti-Franzosen“. 
Mit dem abgelehnten Unabhängigkeitsreferendum – kurz zuvor war Ouezzin Coulibaly in Paris verstorben – wurde Obervolta zu einer autonomen Republik, innerhalb der Communauté française mit Frankreich assoziiert. Obervolta schloss sich 1959 der Föderation Mali an, die aber nur kurz Bestand hatte, und schließlich dem Conseil d'entente mit Niger, Dahomey und der Elfenbeinküste.
Kango Ouédraogo und Joseph Conombo schlossen sich der RDA an während die Erfahrungen des unabhängigen Guinea, das 1958 als einzige Kolonie für die Unabhängigkeit gestimmt hatte und der Krieg Frankreichs in Algerien, den Wunsch nach Selbstständigkeit wachsen ließen. Guinea war als UNO-Mitglied auf dem internationalen Parkett anwesend und hatte Verträge mit den Vereinigten Staaten und der Sowjetunion abgeschlossen, was auch in Obervolta mit neidischem Blick verfolgt wurde. Schließlich erklärte auch de Gaulle die Kolonien für reif, in die Unabhängigkeit entlassen zu werden und so entstand am 5. August 1960 die Republik Obervolta.

## Inhalt
Der Sicherheitsrat gab bekannt, dass er die Aufnahme von Obervolta als neues Mitglied der Vereinten Nationen geprüft hat und empfahl der UN-Generalversammlung einer Aufnahme zuzustimmen.

## Beitritt
Obervolta trat den Vereinten Nationen am 20. September 1960 bei.